# Amillarus singularis
Amillarus singularis là một loài bọ cánh cứng trong họ Cerambycidae.